# Lasioglossum macilentum
Lasioglossum macilentum là một loài Hymenoptera trong họ Halictidae. Loài này được Benoist mô tả khoa học năm 1944.